# Михальцев, Игорь Евгеньевич
Игорь Евгеньевич Михальцев (14 июня 1923, Петроград, СССР — 14 апреля 2010, Москва, Российская Федерация) — российский учёный, конструктор глубоководных аппаратов «Мир», океанолог, доктор технических наук (1970), Герой Социалистического Труда (1989).

## Биография
Родился в семье Е. В. Михальцева. В 1940 г. поступил в Московский энергетический институт. С началом войны прервал учёбу и работал радистом и штурманом на судах Дальневосточного пароходства. В 1947 г. продолжил прерванную войной учёбу. В 1950 г. окончил Радиотехнический факультет Московского энергетического института.
Трудовую деятельность начал работать в Акустической лаборатории Физического института им. П. Н. Лебедева АН СССР, преобразованной в 1954 г. в Акустический институт АН СССР, откуда в 1965 г. перешел в Институт океанологии.
В 1970 г. стал доктором технических наук. До 1975 г. был заместителем директора Института, затем занялся исключительно научной деятельностью. В 1975—1989 гг. — заведующий Отделом глубоководных обитаемых аппаратов, с 1989 г. — заведующий лабораторией, с 2006 г. — руководитель Группы поисковых технических исследований.
Создатель нового направления в океанологии — комплексного экспериментального исследования акустики океана. Автор открытий: «Явление непрерывности звукового поля в океане — эффект Михальцева» (приоритет 1959 г., диплом 1968 г.) и температурной микронеоднородности квазиизотермической толщи вод в море (1957 г.).
К другим его значительным работам относятся:
- использование инфразвука для обнаружения источников звука в океане (1961—1964);
- определение океанологических условий по характеристикам проходящего акустического сигнала (1963—1965, через 12 лет после его работ этот метод был назван «акустической томографией океана»);
- новое направление — функциональная нейробионика для сети подводных якорных станций с интеллектуальными решающими системами (1990);
- концепция приоритета и реального освоения ресурсов океана и её Международное обсуждение (1991);
- создание 25 кВт — трубоэлектрического блока на гиразингидрате в качестве первичного топлива для энергопитания аппаратов на глубинах до 6000м — прототипа тепловых донных энергоустановок будущего (1993).

Под его наблюдением созданы уникальные системы на специальных исследовательских гидроакустических судах «Сергей Вавилов» и «Перт Лебедев». Он был руководителем работ и Первой Атлантической экспедиции этих судов (1960 г.).
Автор заданий, руководитель работ по созданию и испытаниям обитаемых исследовательских аппаратов «Пайсис» до 2000 м (1970—1976) и обитаемых аппаратов «Мир» — до 6000 м (1979—1987).
Брат — Всеволод (1917—2000), выдающийся ученый и педагог в области авиационных и стационарных газотурбинных двигателей, работающих по циклу периодического сгорания топлива, Заслуженный деятель науки Российской Федерации, доктор технических наук, профессор МГТУ им. Н. Э. Баумана.

## Награды и звания
Награждён званием Герой Социалистического Труда (1989), орденом «За заслуги перед Отечеством» III степени (1995).